# 王亲生
王亲生（1953年—），湖南祁阳人，中华人民共和国政治人物。
毕业于湖南师范大学中文专业，1983年进入湖南省人民检察院。1996年，担任湖南省人民检察院副检察长。2001年，担任湖南省司法厅副厅长。2013年，因举报其利用职权，擅用警车为儿子婚礼助阵。中央电视台在采访时，王亲生表示没有；数日后，湖南省纪委宣布其存在违规使用，并进入调查。